# Būkhlū
Būkhlū (persiska: بوخَلو, بُخَلو, بوخلو) är en ort i Iran.   Den ligger i provinsen Kurdistan, i den nordvästra delen av landet, 500 km väster om huvudstaden Teheran. Būkhlū ligger 1 703 meter över havet och antalet invånare är 252.
Terrängen runt Būkhlū är huvudsakligen kuperad. Būkhlū ligger nere i en dal. Runt Būkhlū är det ganska glesbefolkat, med 50 invånare per kvadratkilometer. Närmaste större samhälle är Bīān Darreh, 17,6 km väster om Būkhlū. Trakten runt Būkhlū består i huvudsak av gräsmarker.